# Acalolepta woodlarkiensis
Acalolepta woodlarkiensis là một loài bọ cánh cứng trong họ Cerambycidae.